# The Canal
The Canal è un film horror irlandese del 2014, opera prima del regista e sceneggiatore Ivan Kavanagh.

## Trama
David è un archivista cinematografico: cataloga i film, partecipa a eventi con le scolaresche, visiona numerose pellicole. Frustrato a causa di una moglie assente che svolge una professione che la tiene lontana, David cerca di buttarsi il più possibile nel lavoro cercando il conforto fraterno della collega Claire, senza tuttavia mai dimenticare di prendersi cura del figlio Bill, che accompagna ogni giorno a scuola. Quando Claire gli chiede di visionare un antico cortometraggio, che era stato fatto recapitare loro dalla polizia, l'uomo scopre che l'opera documenta un femminicidio avvenuto oltre un secolo prima nella sua stessa abitazione. La scoperta fa sì che la sanità mentale dell'uomo inizi a vacillare: David inizia a percepire presenze in casa e ad avere strani incubi, oltre ad essere sempre più teso per quanto riguarda il rapporto con la moglie, che sospetta lo tradisca con un uomo che lui stesso ha intravisto a un evento mondano.
Quella sera, notando che sua moglie Alice non rincasa nonostante la sua richiesta di non restare molto tempo fuori casa, l'uomo le tende un appostamento fuori dall'ufficio: in questo modo, scopre che Alice si sta recando proprio con l'uomo di pochi giorni prima all'interno di un'abitazione. Dopo aver recuperato suo figlio da scuola con un certo ritardo, David ritorna nel luogo in cui aveva visto entrare sua moglie e la scopre mentre ha un rapporto sessuale col suo amante. Adirato, David prende un martello, ma poi scappa via e lo getta nel fiume; si ritrova dunque in un bagno pubblico fatiscente, dove ha un attacco isterico, vomita e vive delle allucinazioni. Nella sua visione, David vede un uomo e una donna litigare in riva al fiume. Passato l'attacco, David ritorna a casa: dopo alcune ore sua moglie non è ancora rientrata. Trascorsa l'intera notte, David ne denuncia la scomparsa. Le indagini della polizia hanno inizio: David viene interrogato e considerato un sospettato, così come l'amante di Alice. Il Detective McNamara sembra tuttavia credere maggiormente nella colpevolezza del marito. 
Nel frattempo, nonostante David continui a lavorare e venga aiutato in casa dalla tata Sophie e saltuariamente da Claire, l'uomo continua ad avere visioni riguardanti l'assassinio avvenuto un secolo prima nella sua abitazione, percependo le presenze dell'omicida e della sua famiglia. Quando il corpo di Alice viene ritrovato nel fiume, l'uomo si convince che il responsabile del delitto sia proprio il fantasma: affronta dunque il funerale di sua moglie, si confida con Claire circa ciò che aveva scoperto nella notte della scomparsa di Alice, dopo di che inizia a fare numerose ricerche sui crimini compiuti nella sua casa e altri omicidi simili. La tata Sophie si trasferisce da David per badare al piccolo Billy: in un primo momento la ragazza contribuisce a creare un clima sereno, tuttavia David inizia a percepire una presenza sempre più invasiva in casa, perciò manda figlio e tata a dormire in albergo. Nel frattempo, cerca di documentare la presenza del fantasma con dei filmati, chiedendo poi a Claire di sviluppare i video.
Quando, durante una videochiamata, David nota una strana creatura minacciare Billy, l'uomo irrompe in camera d'albergo e obbliga Sophie e Billy a tornare a casa con lui. Le visioni tuttavia non cessano: terrorizzato dalle presenze con cui crede di interagire, David chiude Billy e Sophie nello scantinato, per poi liberarli solo quando si è sincerato dell'assenza del fantasma. Dopo quest'esperienza, Sophie lascia il lavoro. La mattina successiva, David viene interrogato da McNamara in seguito al ritrovamento di un martello nel fiume: l'uomo rivela allora la sua convinzione circa la presenza dei fantasmi, motivo per il quale il poliziotto chiama i servizi sociali col proposito di dare Billy in affido. La decisione non può essere presa istantaneamente e così David cerca ottenere altre prove a sostegno della sua tesi. Quando l'uomo visiona un video insieme a Claire, neanche lei riesce a vedere il fantasma: la creatura tuttavia si presenta all'improvviso e uccide la donna.
La polizia, appostatasi precedentemente davanti alla casa di David, lo vede scappare insieme a suo figlio dopo aver udito l'urlo di una donna: alla vista degli agenti, l'uomo si rintana dentro casa e scappa in un tunnel sotterraneo, che collega l'abitazione al canale in cui è stato trovato il cadavere di sua moglie. La polizia riesce a irrompere nell'abitazione e McNamara segue padre e figlio nel tunnel sotterraneo: durante l'inseguimento, David ha un'epifania e ricorda di aver ucciso sia Claire che Alice, ricordando inoltre che quest'ultima voleva abbandonarlo, portando con sé il bambino. Arrivato al fiume, David si getta col piccolo, ma McNamara riesce a salvare il bambino, mentre David viene trattenuto sott'acqua da un cadavere. Poco dopo, mentre sua nonna è in trattative per vendere la casa, all'interno dell'abitazione Billy percepisce suo padre da una crepa nel muro: l'uomo lo invita a restare lì per sempre con lui e sua madre. Poco dopo, il bambino si suicida buttandosi dall'automobile di sua nonna e lasciandosi investire da un'altra automobile.

## Produzione
Il film è stato girato nel 2013 a Dublino e finanziato grazie a fondi raccolti da Irish Film Board. Kavanagh ha dichiarato che ha scritto la sceneggiatura del film cercando di inserirvi tutte le sue paure e immaginando fin da subito una colonna sonora che risultasse "tanto efficace quanto le immagini", che facesse a meno di qualsiasi materiale sonoro già edito e fosse dunque composta in toto appositamente per il film. Per quanto riguarda la realizzazione del cortometraggio che il protagonista visiona nell'opera, il regista ha lavorato affinché risultasse il più simile possibile al celebre La colazione del bimbo di Auguste e Louis Lumière.

## Distribuzione
Il film è stato presentato per la prima volta al Tribeca Film Festival nell'aprile 2014.

## Accoglienza
Sull'aggregatore Rotten Tomatoes il film riceve il 75% delle recensioni professionali positive con un voto medio di 6 su 10 basato su 20 critiche.